# Stăuini (Fehér megye)
Stăuini falu Romániában, Erdélyben, Fehér megyében. Közigazgatásilag Alvinc községhez tartozik.
A Pârău lui Mihai és Borsómező falvakat összekötő DC 59-es községi úton közelíthető meg, amely 2017-ig DJ 705C néven megyei útnak számított.
Az 1956-es népszámlálás előtt Borsómező része volt. 1956-ban 179, 1966-ban 112, 1977-ben 90, 1992-ben 68, 2002-ben 54 román lakosa volt, 2011-ben pedig már csak 8.
Az elnéptelenedő faluban 1992-ben egy Spanyolországból hazatelepült román házaspár európai uniós támogatással gyümölcsöskertet létesített, ahol 31 000 körtefa, 9600 cseresznyefa és mintegy 3000 őszibarackfa található.